# Литава (приток Крупиницы)

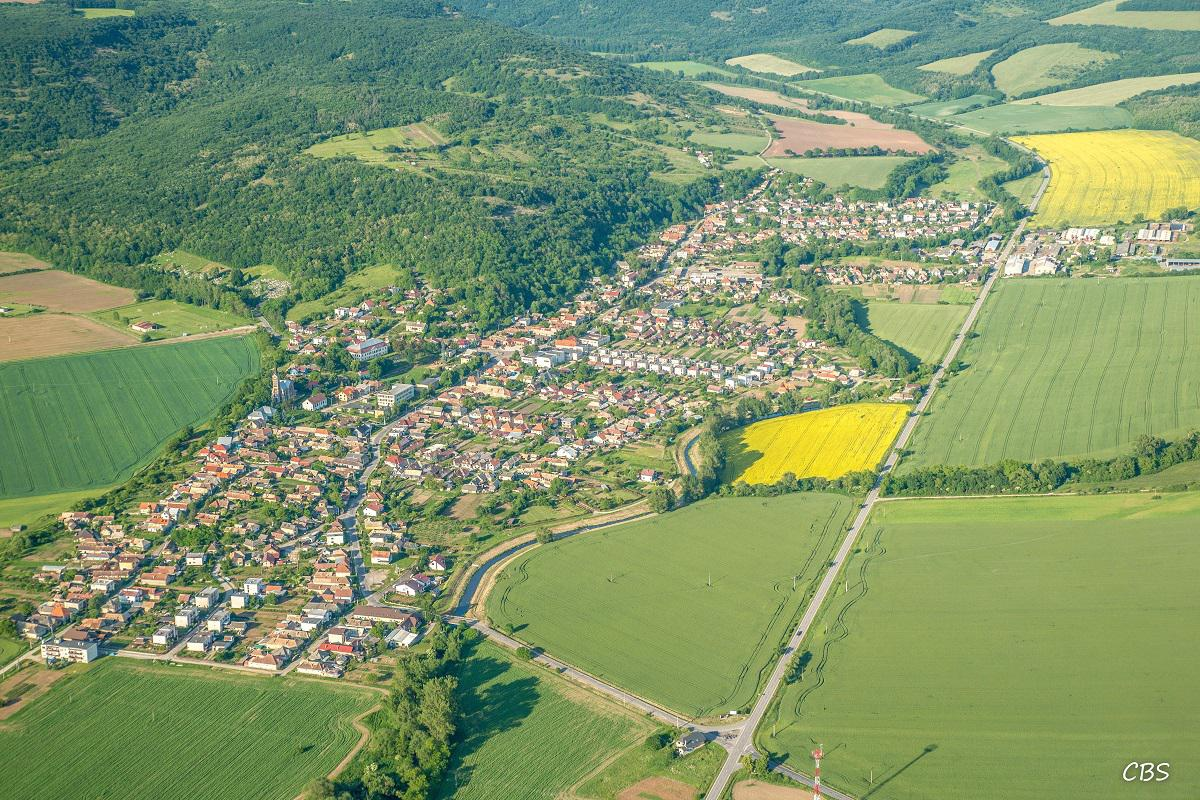
Река Литава

Ли́тава (словац. Litava) — река в Словакии (Банска-Бистрицкий край и Нитранский край), левый приток Крупиницы. Общая длина 44 км.
Берёт начало в горном массиве Крупинска-Планина, стекая с горы Яворок (Javorok, 695 м над уровнем моря) на высоте около 650 м. Сначала течет на юг через деревню Сеноград (Senohrad), у деревни Церово (Cerovo) глубоко врезается в землю и течет по узкой глубокой долине. Поворачивая к западу образует пять крупных меандров. После руин Чабрадя (Čabraď) река течёт на юго-запад и её долина расширяется, в дальнейшем направление течения меняется к югу, юго-западу, наконец — в западном направлении, у деревни Плаштёвце (Plášťovce), Литава впадает в реку Крупиницу.